# Domlager

Domlager (Federbeinlager)

Ein Domlager oder auch Federbeinlager ist ein Teil des Fahrwerks von Kraftfahrzeugen. Es befindet sich oberhalb der Feder am Federbein.
Das Domlager verbindet Federbein und Karosserie. Es ermöglicht ein Drehen des Federbeines im Federbeindom sowie eine geringfügige Winkeländerung des Federbeines zur Karosserie. Zusätzlich hat es abhängig vom Aufbau auch eine Dämpfungsfunktion.
Bei modernen Serienfahrzeugen besteht das Domlager aus einem Gummi-Metall-Element, das etwas verformbar ist und damit eine Winkelveränderung des Federbeines gegenüber der Karosserie erlaubt. Im Zentrum des Domlagers befindet sich ein Wälzlager, das das Federbein führt. Dadurch kann sich das Federbein beim Lenken gegenüber der Karosserie drehen. Bei den Domlagern der Hinterachse fehlt in aller Regel das Kugellager, da sich die hinteren Federbeine nicht zu drehen brauchen. Diese Bauform wird auch als Stützlager bezeichnet.
Im Motorsport werden auch Domlager aus Metall verwendet, bei denen die Winkeländerung durch ein Kugelgelenk gewährleistet wird. Diese ermöglichen eine etwas präzisere Lenkung; dieser Vorteil wird jedoch durch den Nachteil einer schlechteren Schwingungsdämpfung erkauft.